# Gérard Blanchard (artista)
Gérard Blanchard (Chazelles-sur-Lyon, Francia, 2 de marzo de 1927 - París, 26 de agosto de 1998) fue un grabador, tipógrafo, dibujante, diseñador gráfico y académico francés. Su ensayo dedicado a la historieta en 1969 tuvo gran repercusión en la segunda mitad del siglo XX.

## Biografía
En 1949, Blanchard publicó una colección de grabados en madera que ilustran Les repues franches de François Villon. En 1954 publicó Les Nuits de feu, de Blaise Pascal, que le valió el Premio Blumenthal.
En 1980 defendió la primera tesis dedicada a la comunicación gráfica en la Universidad de la Sorbona de París, titulado Pour une sémiologie de la typographie, ante un jurado compuesto por Roland Barthes, Gérard Genette, Michel Décaudin y Christian Metz.
Encargado de introducir el diseño gráfico en la universidad de Sorbona III, también fue el fundador del departamento de comunicación visual de la Escuela de Bellas Artes de Besanzón, de la que fue su primer director y donde enseñó durante ocho años.
Muy involucrado en el mundo del diseño gráfico como conferenciante, ensayista, docente, practicante, fue también uno de los principales organizadores de los Encuentros Internacionales de Lure que reúne cada año, en el mes de agosto, a diseñadores gráficos, tipógrafos, editores y muchos otros profesionales del arte en la localidad de Lurs.
Su ensayo dedicado a la historieta en 1969 tuvo un impacto importante, ya que fue la primera obra que abordó el fenómeno de la bande dessinée desde una perspectiva académica e histórica.
Fue nombrado doctor honoris causa de la Universidad Laval en la provincia canadiense de Quebec.
Sus archivos se conservan en el Instituto de Memorias Editoriales Contemporáneas en Caen.

## Obra
- La Bande dessinée, histoire des images de la préhistoire à nos jours, ed. Marabout, colección «Université», 1969. Reedición aumentada en 1974.
- Pour une sémiologie de la typographie, ed. Andenne, 1979.
- Aide au choix de la typographie. Cours supérieur, ed. Atelier Perrousseaux, 1998.
- La Typographie selon Mallarmé ou les incertitudes d'un choix, ed. Cahiers de Lure, 1999.
- Le Prisonnier de la Dive, ed. Studio graph, 2004.